# Californication (tv-serie)
|  | Californication er også navnet på et album af Red Hot Chili Peppers, se Californication (album) |
Californication er en amerikansk komedie-drama-tv-serie skabt af Tom Kapinos. Den havde premiere på Showtime i USA den 13. august 2007, og har været sendt i syv sæsoner, en ottende sæson var planlagt men blev aflyst. Serien følger hovedpersonen Hank Moody (David Duchovny), en tidligere succesfuld forfatter, hvis skriveblokering og flytning til Californien komplicerer forholdet til hans kæreste Karen (Natascha McElhone) og datteren Becca (Madeleine Martin). Seriens andre hovedkarakterer er Charlie Runkle (Evan Handler), Marcy Runkle (Pamela Adlon) og Mia Cross (Madeline Zima). Californication har vundet adskillige priser, herunder én Emmy (nomineret til yderligere to) og én Golden Globe (nomineret til yderligere tre). Sæson 4 udgivet i Region 1 (d. 1 November 2011) og Sæson 4 udgivet i Region 2 (d. 13 Februar 2012), Sæson 5 udgivet i Region 1 (d. 18 December 2012) og Sæson 6 udgivet i Region 2 (d. 09 Januar 2013). Sæson 7 blev den sidste og afsluttede d. 29. Juni 2014. (USA)